# Boris Paryguine
 (mai 2020).
Boris Dmitrievitch Paryguine (en russe : Бори́с Дми́триевич Пары́гин né le 19 juin 1930 à Leningrad — mort le 9 avril 2012, Saint-Pétersbourg) est docteur en philosophie, psychologue social et universitaire russe. Il est le fondateur de la psychologie sociale scientifique en URSS. 

## Biographie
Boris Paryguine est né le 19 juin 1930 à Leningrad. Après avoir obtenu son diplôme d'études secondaires, a étudié à la Faculté de philosophie de l'université d'État de Leningrad (1948-1953). Déjà à cette époque, son intérêt pour la psychologie sociale a été déterminé, qui s'est développé au fur et à mesure selon le travail éducatif et scientifique. Peu de temps après avoir obtenu son diplôme à l'université d'État de Leningrad, Paryguine a commencé à enseigner l'esthétique et la philosophie à l'institut médical pédiatrique (Leningrad, 1957-1962).

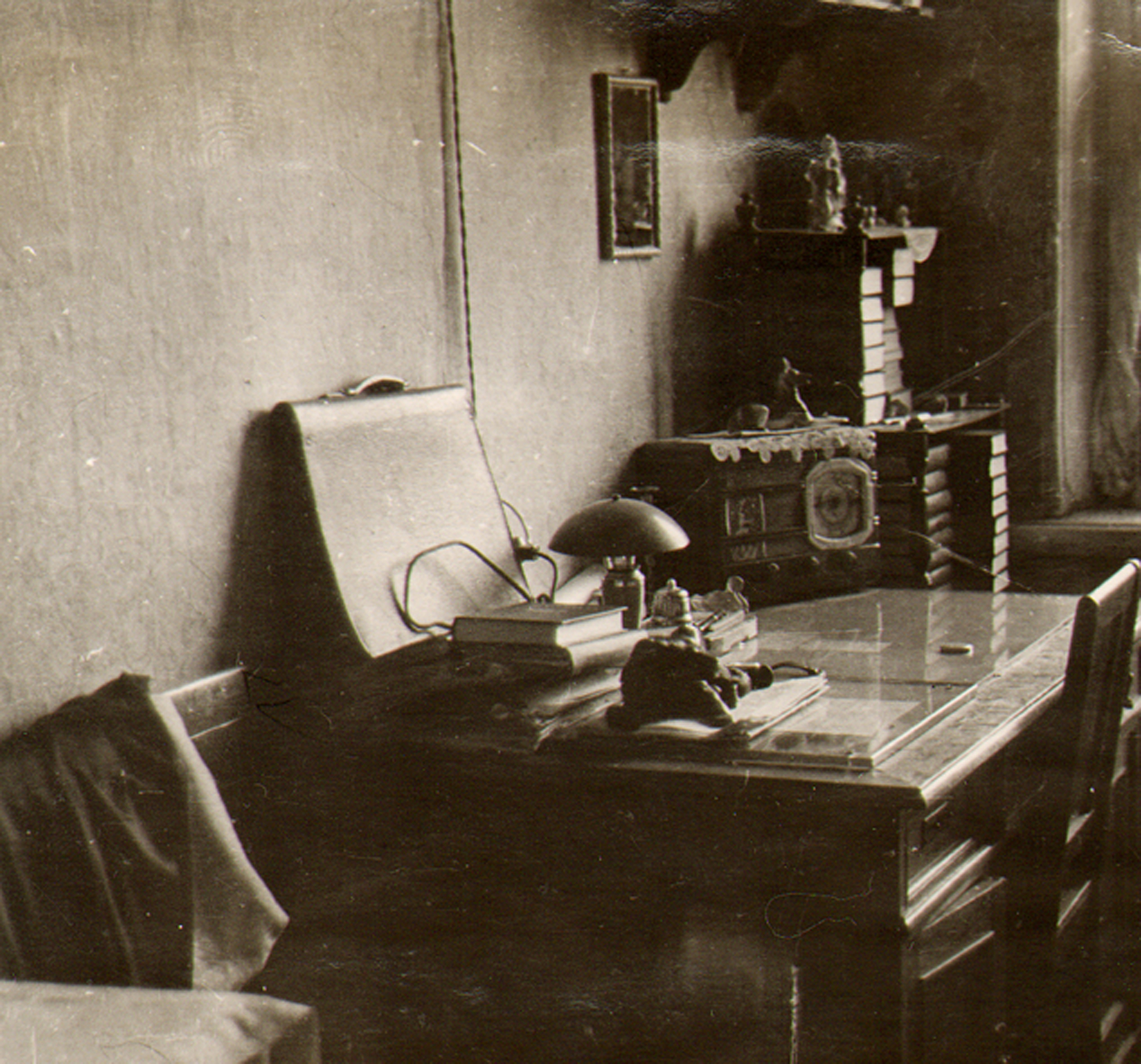
Son bureau (1957).

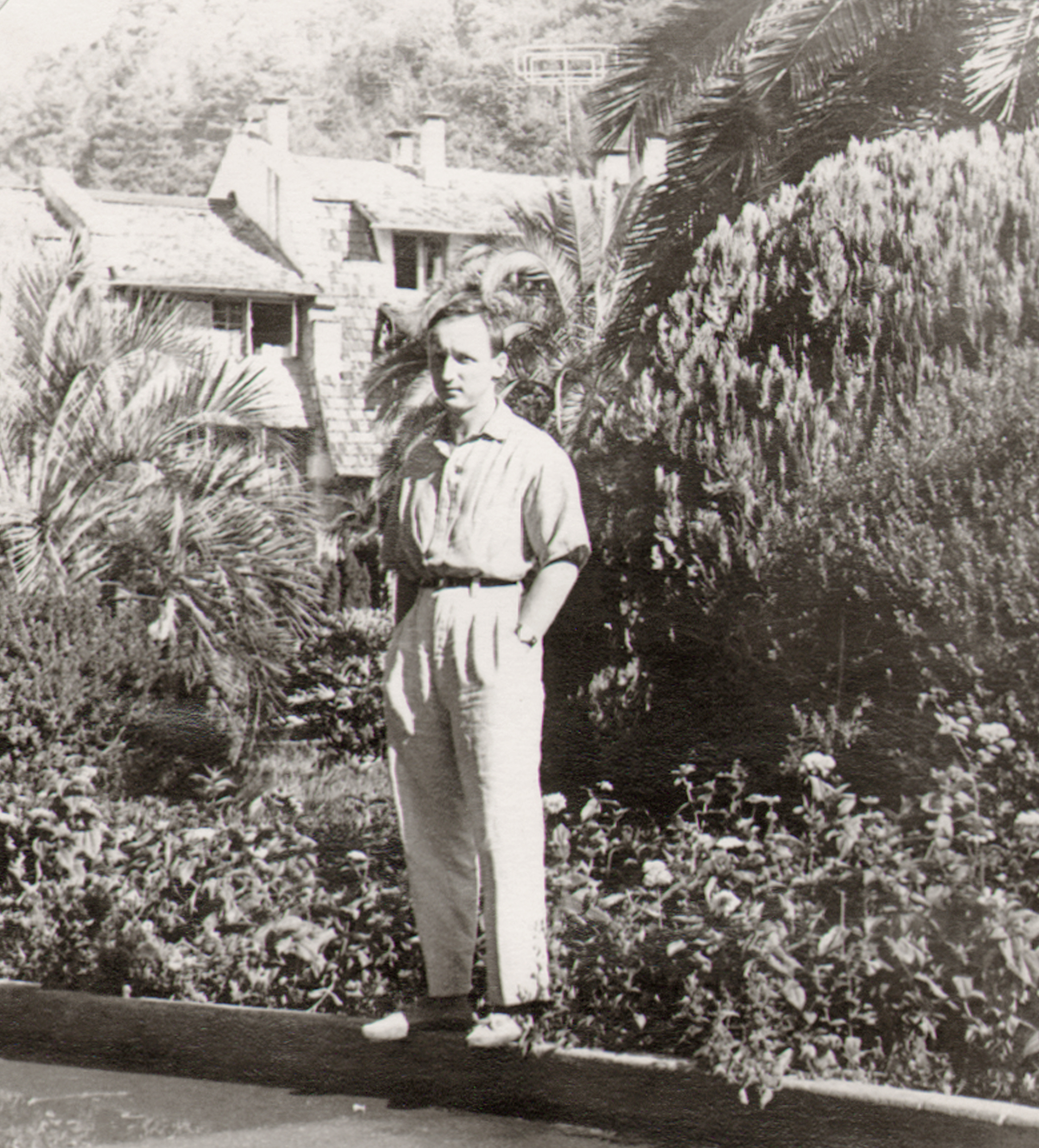
Lui (1959).

En 1962, un an après avoir soutenu sa thèse de doctorat en philosophie à l'université d'État de Leningrad en 1961, Paryguine a ensuite travaillé à la faculté de philosophie de 1962 à 1968). La maison d'édition de l'université publie son livre Социальная психология как наука [« la psychologie sociale en tant que science] en 1965, et en 1966, le travail suivant Общественное настроение [L'humeur publique].
En 1967, il soutient une thèse à l'université d'État de Leningrad, puis il dirige le département de philosophie de l'université Herzen, où il crée le laboratoire de recherche socio-psychologique et la faculté de psychologie sociale. Il publie Основы социально-психологической теории [ Les Fondements de la théorie socio-psychologique], en 1971.
De 1976 à 1992 il dirige le secteur des problèmes socio-psychologiques à l'Institut des problèmes sociaux et économiques de l'Académie russe des sciences. De 1990 à 2000, il dirige le département de psychologie sociale de Saint-Pétersbourg. 
Boris Dmitrievitch Paryguine est mort à Saint-Pétersbourg le 9 avril 2012.